# A.B.C. Robin
Die A.B.C. Robin ist ein Flugzeug des britischen Herstellers A.B.C. Motors Ltd. und wurde 1929 entwickelt.

## Entwicklung und Aufbau
Der einmotorige und einsitzige Hochdecker wurde von A. A. Fletcher konstruiert. Der Flugzeugrumpf bestand im Wesentlichen aus Sperrholz, die Flügel hingegen waren mit Stoff bespannt. Das Spornradfahrwerk war nicht einziehbar.
Die Tragflügelanordnung und die großzügige Verglasung des Cockpits erlaubten dem Piloten eine herausragende Bodensicht. Um die Stellfläche zu verkleinern, konnten die Tragflächen an den Rumpf angeklappt werden.

## Technische Daten
| Kenngröße                         | Daten |
| --------------------------------- | --- |
| Besatzung                         | 1 |
| Länge                             | 5,36 m |
| Spannweite                        | 7,72 m |
| Höhe                              | 1,73 m |
| Flügelfläche                      | 10,23 m² |
| Leermasse                         | 188 kg |
| Startmasse                        | 308 kg |
| Reisegeschwindigkeit              | 137 km/h |
| Höchstgeschwindigkeit             | 169 km/h |
| Dienstgipfelhöhe                  | 5.180 m (16.995 ft) |
| Steiggeschwindigkeit in Bodennähe | 229 m/min |
| Reichweite                        | 550 km |
| Tankinhalt                        | 36,5 l |
| Triebwerke                        | ein luftgekühlter A.B.C. Motors Scorpion II, 2-Zylinder-Boxermotor mit 40 PS (29 kW) Startleistung und 34 PS (25 kW) Dauerleistung |